# Rhaphidophora falcata
Rhaphidophora falcata är en kallaväxtart som beskrevs av Henry Nicholas Ridley. Rhaphidophora falcata ingår i släktet Rhaphidophora och familjen kallaväxter. Inga underarter finns listade.